# Pholidota pachyglossa
Pholidota pachyglossa är en orkidéart som beskrevs av Leonid Vladimirovitj Averjanov. Pholidota pachyglossa ingår i släktet Pholidota och familjen orkidéer. Inga underarter finns listade i Catalogue of Life.